# Riccardo Masnata
Riccardo Masnata (Genova, 18 dicembre 1908 – Camogli, 8 settembre 1944) è stato un partigiano italiano.

## Biografia
Riccardo Masnata nacque a Genova il 18 dicembre 1908 da Giovanni Masnata ed Emilia Duciò (secondo il decreto di conferimento della medaglia al valore) o Emilia Ducrò (secondo la scheda di partecipazione partigiana dell’immediato dopoguerra). Divenne presto impiegato come operaio presso l'Ansaldo. Si sposò, e come vari suoi compagni di lavoro dell'Ansaldo, dopo l'armistizio dell'8 settembre 1943, prese parte alla resistenza partigiana, divenendo comandante di un gruppo gappista attivo nell'area dell'ex comune di Sampierdarena. Nel marzo 1944 partecipò con altri noti partigiani, fra i quali Germano Jori e Balilla Grillotti, alla tentata operazione di liberazione di Alessandro Lucarelli. Fu arrestato e recluso nella caserma del Campasso. Fu poi liberato il 12 giugno successivo da una squadra formata da Lilio Giannecchini, lo stesso Germano Jori, Giovanni Galleano e Gianni Ponta.
Il 1º luglio 1944, insieme a Giacinto Rizzolio, prese parte all'agguato in via Dattilo a Sampierdarena contro Antonio Baffigo e Antonio Bruzzone, due militi della Guardia Nazionale Repubblicana. Baffigo perì all'istante mentre Bruzzone riuscì a rispondere al fuoco mettendo in fuga gli attentatori, ma fu comunque ferito a morte. Il 20 luglio 1944, mentre si trovava con Mario Cassurino presso piazza Banchi venne nuovamente ferito, arrestato, recluso presso la questura di Genova e interrogato. Il 3 agosto, il capo dell'ufficio politico della questura Giusto Veneziani presentò al Tribunale speciale di Genova una lista di 82 indiziati, tra i quali Masnata, per il quale Paolo Lodi, procuratore generale, chiese la pena di morte. Il 23 agosto, Renato Quartini, comandante delle squadre d'azione del fronte della gioventù, tentò un'ardita missione di salvataggio con un gruppo di compagni, ma fu ferito nello scontro a fuoco con membri della Xª MAS e dovette subire l'amputazione di una gamba. In conseguenza di questo evento, Quartini e altre persone furono trucidate nel cosiddetto Eccidio di Cravasco. Ancora ricoverato all'ospedale San Martino poiché ferito, fu portato al processo in tribunale in barella.
L'esecuzione di Masnata, invece, fu eseguita in seguito, ma il suo corpo non fu riconsegnato né ritrovato, nonostante le ricerche e richieste. Una ricostruzione dell'ANPI individuò il luogo di fucilazione come Camogli, e come data il settembre 1944, mentre la medaglia al valor militare alla memoria riporta come luogo di conferimento Genova-Sampierdarena, e come data della morte l'8 settembre.
Per il coraggio mostrato nelle azioni di resistenza, nel 1957 fu insignito della Medaglia di Bronzo al Valore Militare alla memoria.
La città di Genova gli ha intitolato una piazza nel quartiere di Sampierdarena, intersecata con la via intitolata a uno dei suoi compagni, Walter Fillak, la quale a sua volta si immette in via Germano Jori, in un ideale collegamento in memoria del gruppo di giovani che morì nel corso della resistenza.